# Lupinus russellianus
Lupinus russellianus är en ärtväxtart som beskrevs av Charles Piper Smith. Lupinus russellianus ingår i släktet lupiner, och familjen ärtväxter. Inga underarter finns listade i Catalogue of Life.